# Signal Transduction and Targeted Therapy
Signal Transduction and Targeted Therapy è una rivista scientifica multidisciplinare, ad accesso aperto e sottoposta a revisione paritaria, che tratta di ricerca biomedica, con particolare attenzione alla trasduzione del segnale e alla sua applicazione al processo di sviluppo dei farmaci. È stata fondata nel 2016 ed è pubblicata da Nature Research.
I caporedattori sono Carlo M. Croce (Ohio State University), Kang Zhang (Università di Scienza e Tecnologia di Macao) e Yu-Quan Wei (West China Medical Center).
Secondo il Journal Citation Reports, la rivista ha avuto un fattore di impatto di 40,8 per il 2023. Al 2025 ha avuto un indice H pari a 161.

## Indicizzazione
Gli abstract e gli articoli sono indicizzati da:
- Science Citation Index Expanded
- BIOSIS
- Open Access Journals (DOAJ)[3]
- MEDLINE[4]
- PubMed Central (PMC)
- Scopus.

## Finanziamento
La rivista è finanziata dalla West China Medical Center.

## Articoli notevoli
- (EN) Dongsheng Wang, Andrei V. Chernov e Ryan Lam, Neuron-targeted caveolin-1 overexpression attenuates cognitive loss and pathological transcriptome changes in symptomatic Alzheimer’s disease models, in Signal Transduction and Targeted Therapy, vol. 10, n. 1, 28 maggio 2025,  pp. 1–12, DOI:10.1038/s41392-025-02258-z. URL consultato l'8 giugno 2025.